# Konstandinos Kanaris
Konstandinos Kanaris, spolszczone Konstanty Kanaris (gr. Κωνσταντίνος Κανάρης; ur. ok. 1790 na Psarze, zm. 2 września 1877 w Atenach) – bohater walk o niepodległość Grecji, dowódca floty, mąż stanu, pięciokrotny premier Grecji.

## Życiorys

### Lata młodości
Konstandinos Kanaris urodził się i dorastał na wyspie Psara, niedaleko Chios, na Morzu Egejskim. Dokładny rok jego narodzin nie jest znany. Oficjalne zapisy greckiej marynarki wojennej wskazują na rok 1795, jednak współcześni historycy greccy uważają rok 1790 za bardziej prawdopodobny.
We wczesnym okresie życia został osierocony i wybrał zawód marynarza, jak większość członków jego rodziny od początku XVIII wieku.

### Kariera wojskowa

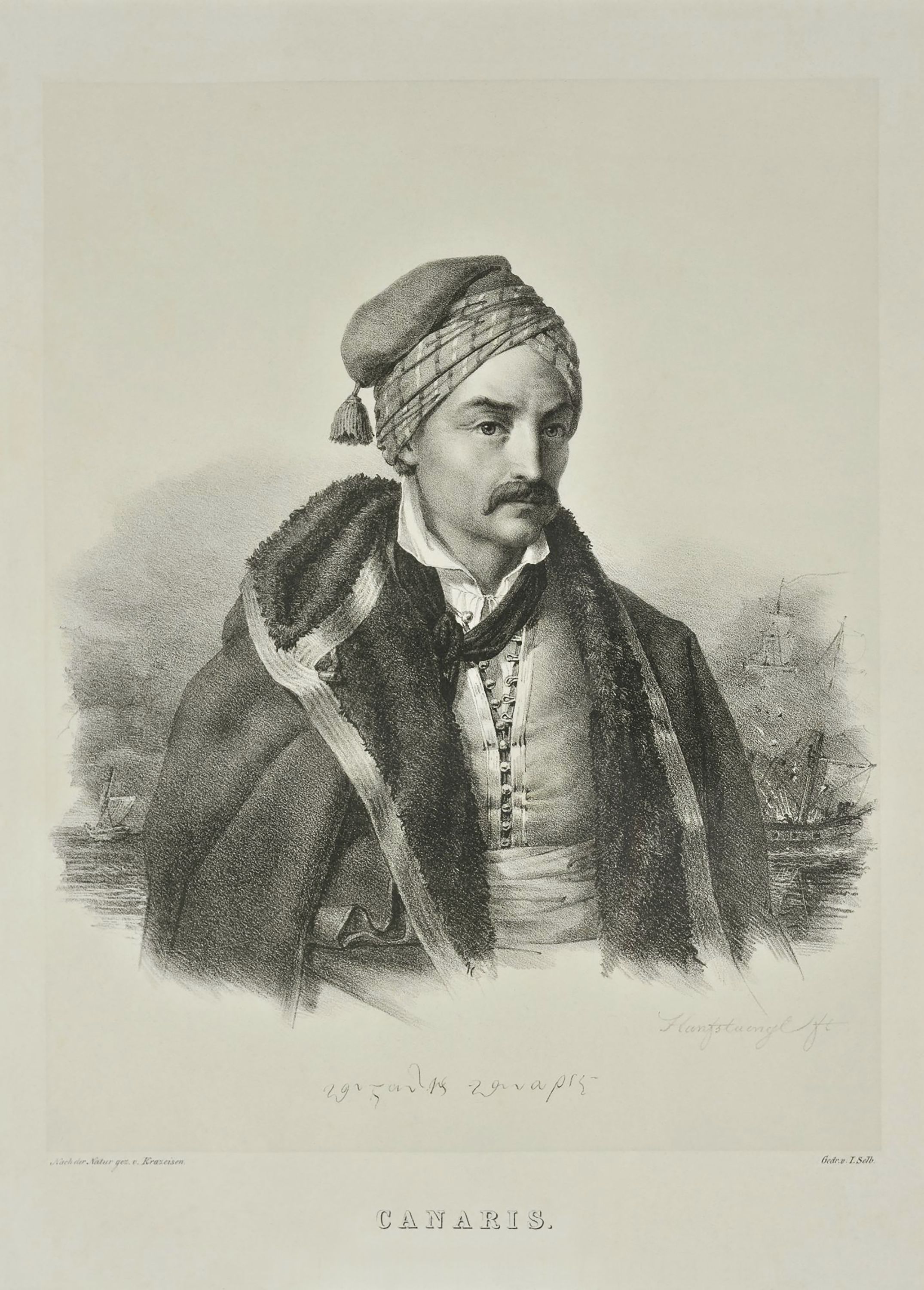
Kanaris w latach wojny o niepodległość Grecji, litografia Karla Krazeisena

W 1821 roku wybuchło powstanie ludności greckiej przeciwko władzy osmańskiej, które przekształciło się w wojnę o wyzwolenie Grecji. Kanaris zasłynął bohaterskimi akcjami z wykorzystaniem branderów zapalających okręty floty tureckiej. Największym jego sukcesem było spalenie okrętu flagowego wroga u wybrzeży wyspy Chios w nocy z 6 na 7 czerwca 1822 roku, zabijając kapudana paszę Kara Alego, w odpowiedzi na pacyfikację tej wyspy dokonaną przez wojska osmańskie kilka tygodni wcześniej.

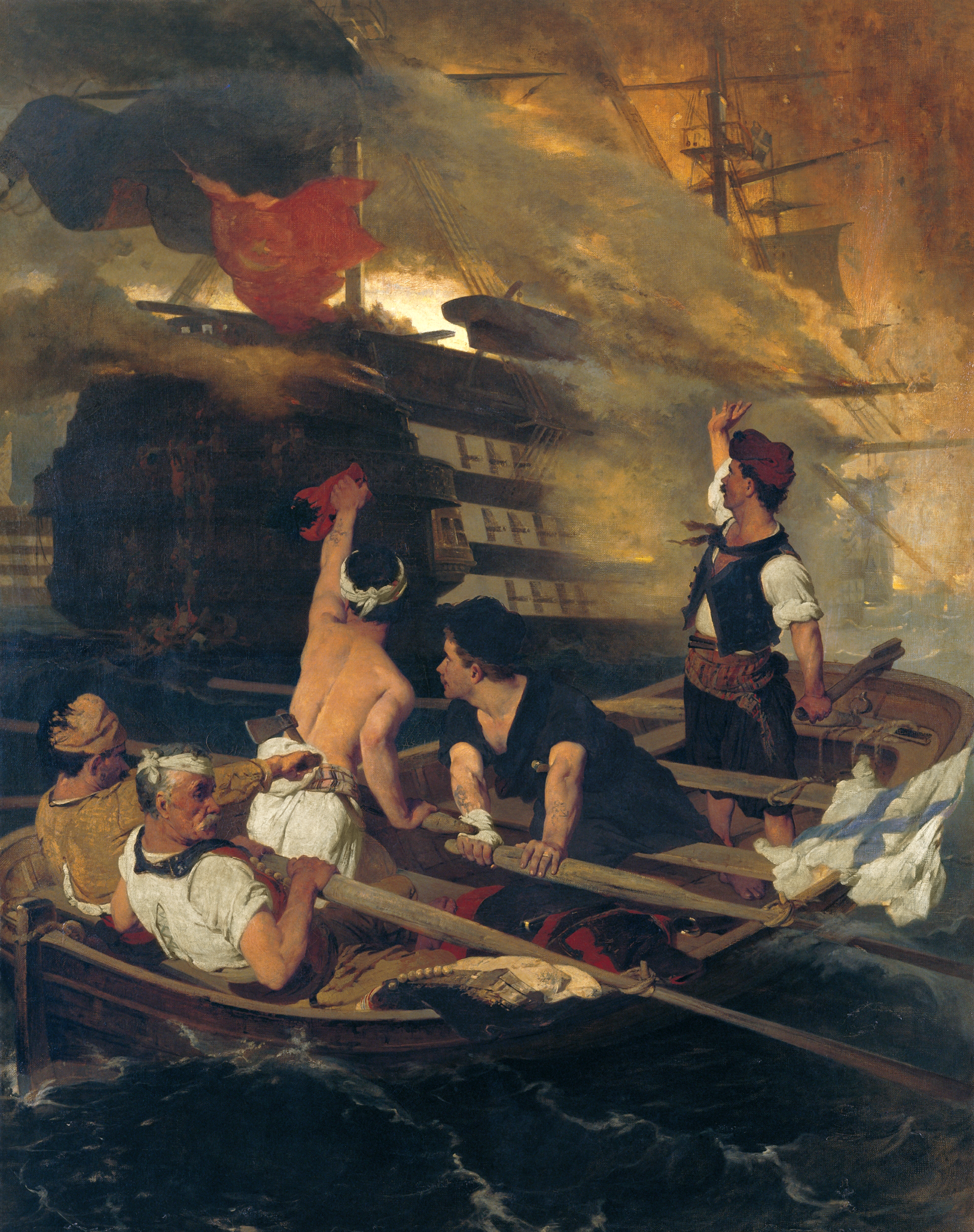
Spalenie tureckiego okrętu flagowego przez Kanarisa, olej na płótnie Nikiforosa Litrasa

Powstańcze dokonania Kanarisa szeroko znane były w Europie i przyczyniały się do wzrostu nastrojów filhelleńskich. Już w 1826 roku Alexandre Dumas poświęcił mu wydany w Paryżu pochwalny utwór poetycki Canaris. Z autorów polskich pisał o nim później Juliusz Słowacki w trzeciej i czwartej pieśni poematu Podróż do Ziemi Świętej z Neapolu, a spotkanie z nim w 1874 roku Władysław Tarnowski opisał w wierszu Odwiedziny u Kanarisa. W swym utworze Admirał Miaulis z cyklu Bohaterowie Grecji, francusko-grecki dyplomata Eugène Yemeniz określił Kanarisa jako prekursora stosowanej przez Greków partyzanckiej metody walki z flotą turecką.
Po zakończeniu wojny i uzyskaniu niepodległości przez Grecję, doszedł do stopnia admirała w nowo utworzonej marynarce wojennej i stał się zasłużonym politykiem.

### Kariera polityczna
Kanaris rozpoczął swoją karierę polityczną w rządzie Joanisa Kapodistriasa, który w 1827 roku wybrany został pierwszym przywódcą niepodległej Grecji. Po jego śmierci, odszedł z życia publicznego aż do 1832 roku, kiedy proklamowane zostało Królestwo Grecji. Za rządów Ottona I był dowódcą i ministrem marynarki wojennej, później działał w opozycji wobec króla, aż do jego abdykacji na rzecz Jerzego I. W latach 1844–1877 pięciokrotnie sprawował urząd premiera Grecji.

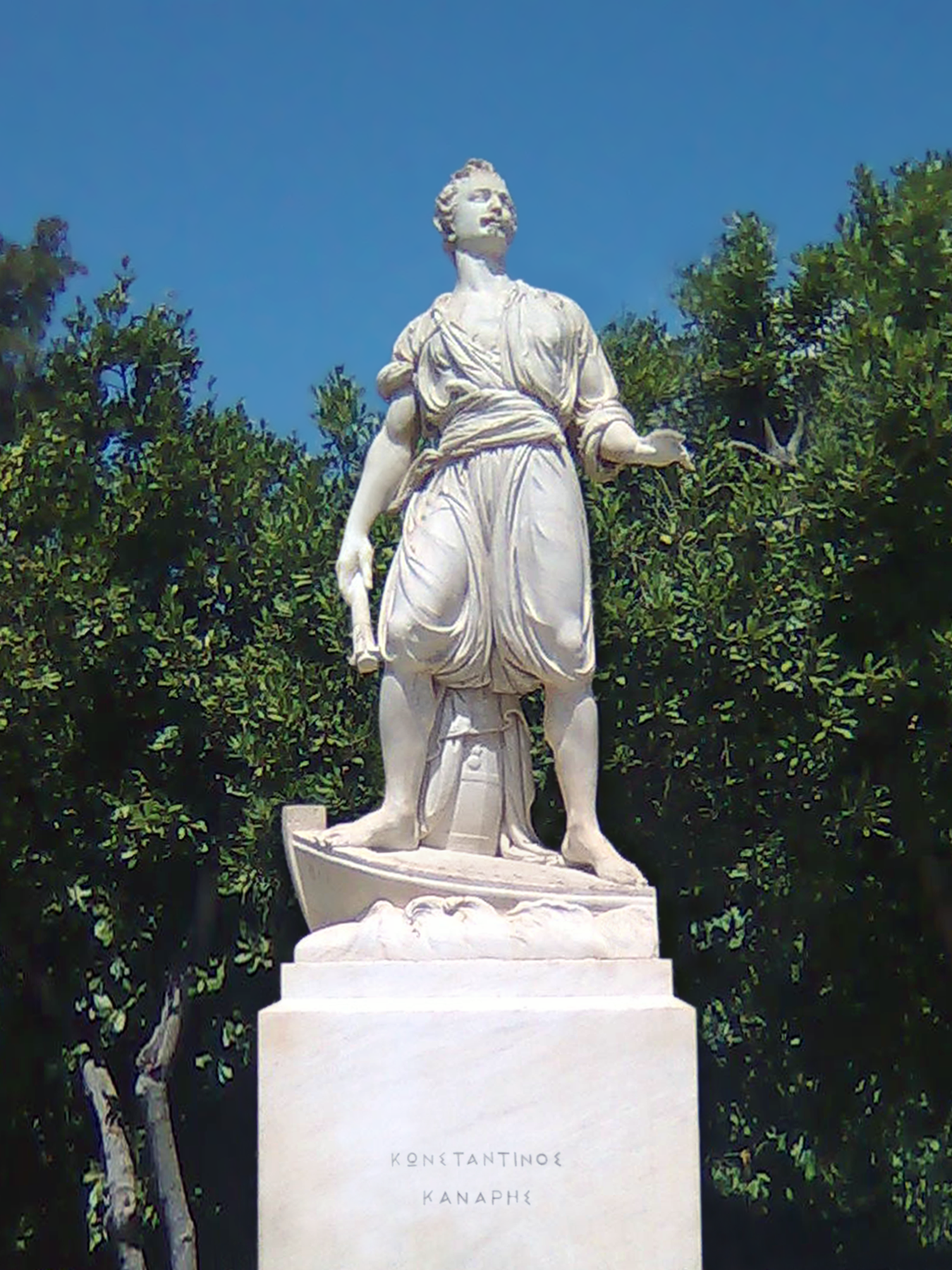
Pomnik Kanarisa na placu Kypseli w Atenach, rzeźba Lazarosa Fytalisa

W maju 1877 roku został po raz ostatni ministrem marynarki wojennej i premierem gabinetu koalicyjnego. Obydwa stanowiska zajmował aż do śmierci, która nastąpiła kilka miesięcy później. Został pochowany na Pierwszym cmentarzu w Atenach.

## Rodzina
W 1817 roku Konstandinos Kanaris poślubił Despinę Maniatis z historycznej rodziny z Psary. Z małżeństwa tego pochodziło siedmioro dzieci:
- Nikolaos Kanaris (1818–1848), zginął podczas wyprawy wojskowej w Bejrucie
- Temistoklis Kanaris (1819–1851), zginął podczas wyprawy wojskowej w Egipcie
- Trasiwulos Kanaris (1820–1898), admirał
- Miltiadis Kanaris (1822–1901), admirał, wieloletni członek parlamentu greckiego, trzykrotny minister marynarki w latach 1864, 1871 i 1878
- Likurgos Kanaris (1826–1865), oficer i prawnik
- Maria Kanaris (1828–1847)
- Aristidis Kanaris (1831–1863), oficer, zginął podczas powstania w Atenach

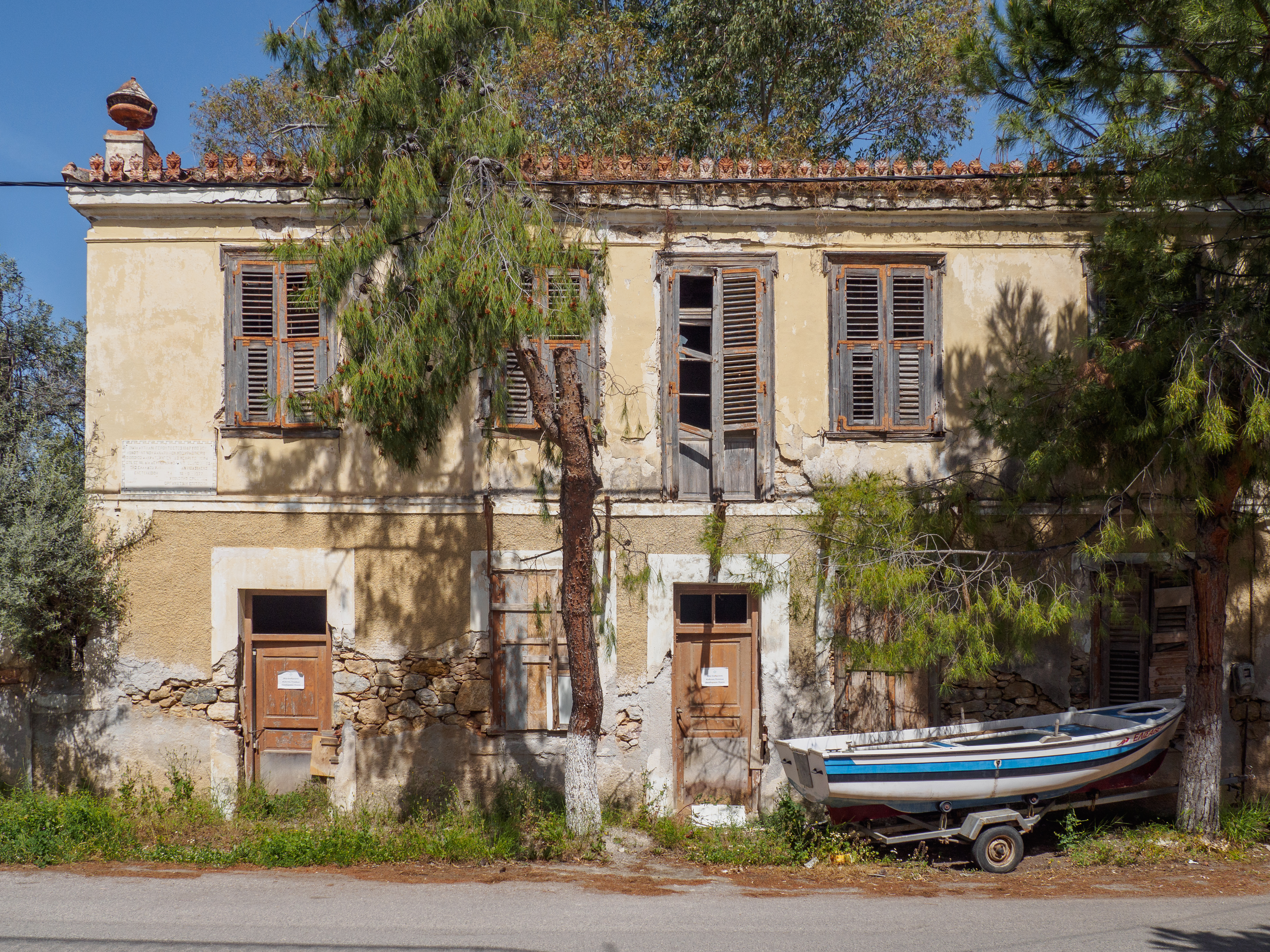
Dom Kanarisa w Eretrii

Niemiecki admirał Wilhelm Canaris spekulował, że mógł być potomkiem Konstandinosa Kanarisa. Oficjalne badanie genealogiczne wykonane w 1938 roku wykazało jednak, że miał pochodzenie włoskie i nie stwierdzono jakiegokolwiek pokrewieństwa z Kanarisem, pomimo greckiej formy nazwiska.

## Upamiętnienie

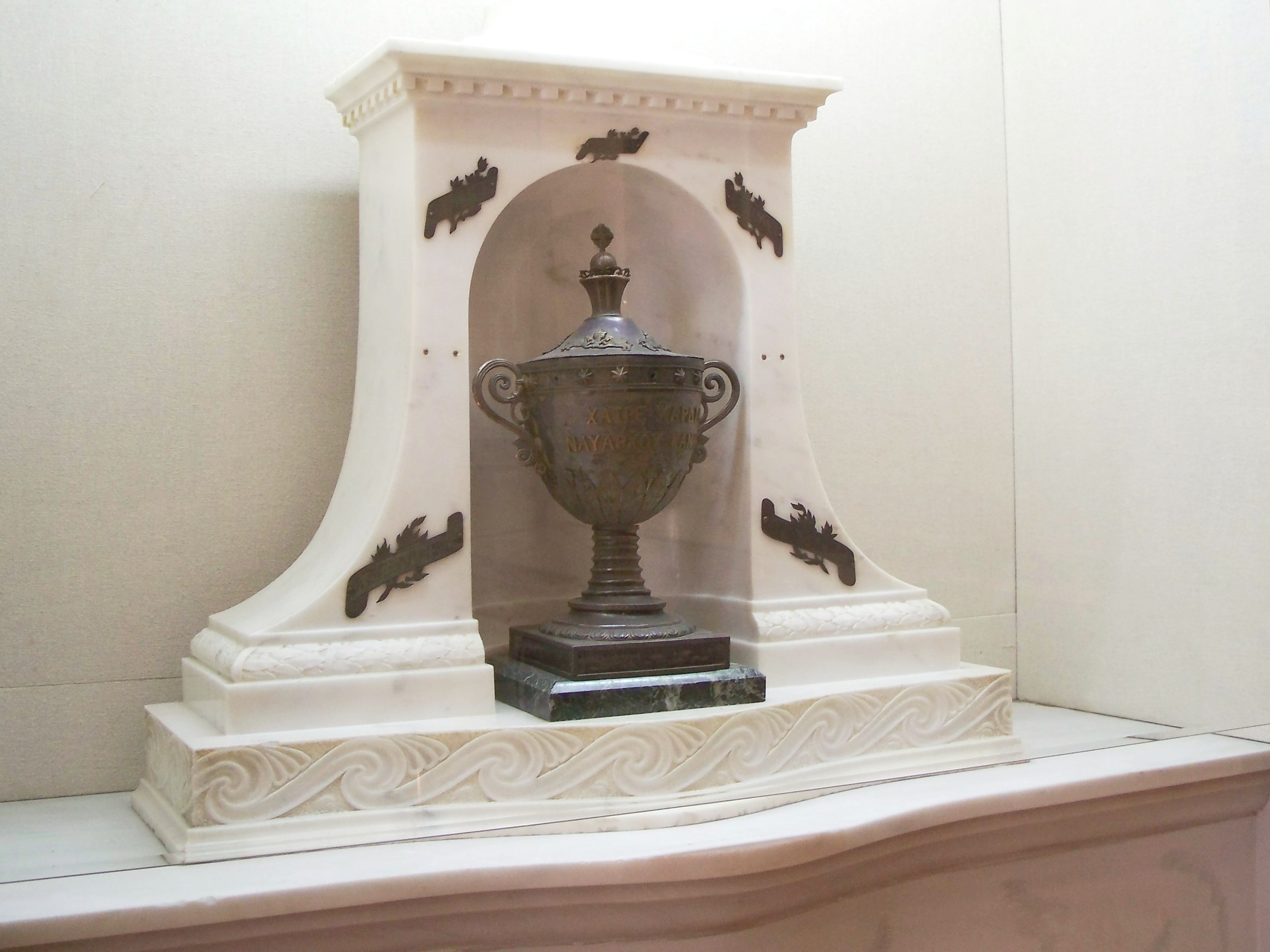
Srebrna urna zawierająca serce Kanarisa w Narodowym Muzeum Historycznym w Atenach

Konstandinos Kanaris jest przez Greków uważany za bohatera narodowego i jednego z najwybitniejszych uczestników wojny o niepodległość. Na jego cześć wzniesiono wiele posągów i popiersi w całym kraju. Widniał również na 1-drachmowych monetach i na 100-drachmowych banknotach wyemitowanych przez Bank Grecji.
Na cześć Kanarisa jego imieniem nazwano następujące okręty greckiej marynarki wojennej:
- „Kanaris”, okręt patrolowy oddany do służby w 1835 roku
- „Kanaris”, okręt służący do dowodzenia niszczycielami oddany do służby w 1880 roku
- „Kanaris” (L-53), niszczyciel typu Hunt oddany do służby w 1942 roku
- „Kanaris” (D-212), niszczyciel typu Gearing oddany do służby w 1972 roku
- „Kanaris” (F-464), fregata typu Elli oddana do służby w 2002 roku[9]

## Odznaczenia

### Ordery greckie
- Order Zbawiciela (Królestwo Grecji): Krzyż Wielki, 1864

### Ordery zagraniczne
- Order Gwelfów (Królestwo Hanoweru): Krzyż Wielki
- Order Danebroga (Królestwo Danii): Krzyż Wielki